# Fellápi gyöngyházlepke
A fellápi gyöngyházlepke (Boloria aquilonaris) a lepkék (Lepidoptera) rendjébe sorolt tarkalepkefélék (Nymphalidae) családjában a Boloria nem egyik faja, a gyöngyházlepkék parafiletikus csoportjának tagja.

## Elterjedése
Egyike annak a néhány gyöngyházlepkének, amelyek az északi sarkkör közelében és az északi mérsékelt égöv magashegységeiben (1000 m fölött) is megélnek. Ennek megfelelően Magyarországon nem honos, de a Kárpátokban szórványosan előfordul.

## Megjelenése
Szárnyának belső szegélyét két egymással szembenéző, vízszintes V alakú rajzolat díszíti.

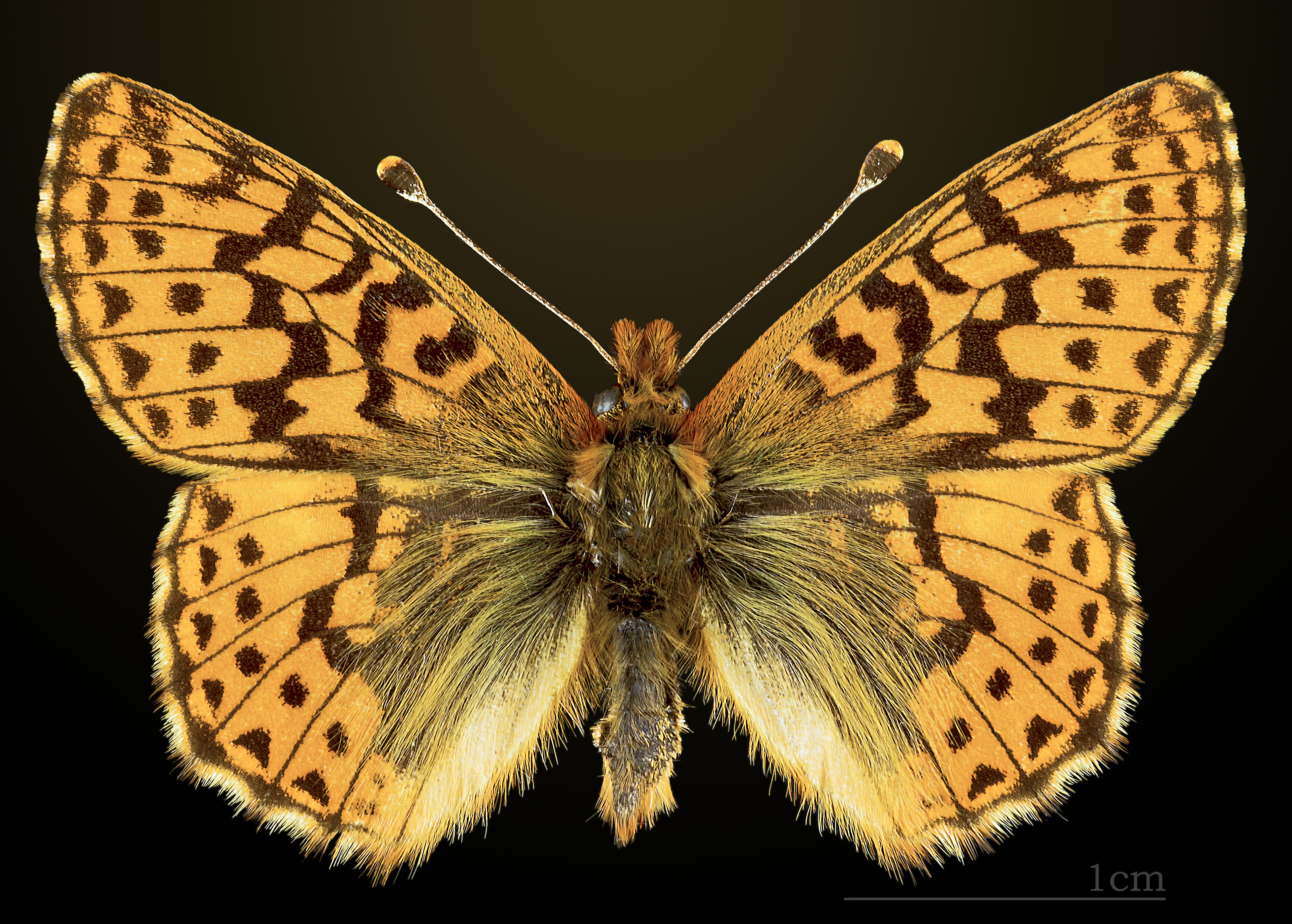
Fellápi gyöngyházlepke
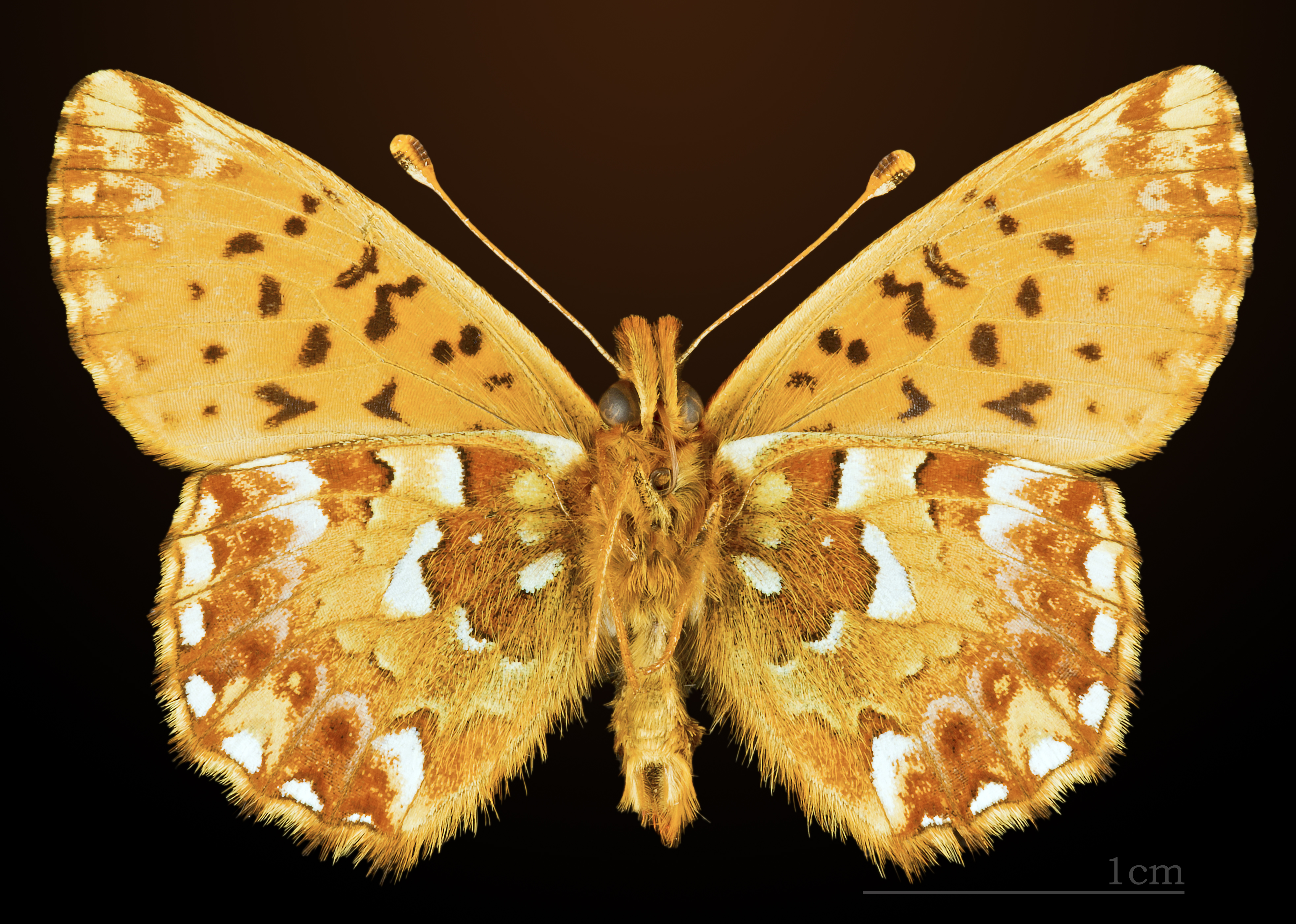
△  Fellápi gyöngyházlepke

## Életmódja
Fellápokban, tőzeglápokon él. Évente egy nemzedéke repül, június–júliusban.
Az imágó virágokon táplálkozik, a hernyó tápnövénye a tőzegáfonya (Vaccinium macrocarpon).
A hernyó telel át, majd tavasszal fejezi be a fejlődést.